# Lóegaire mac Néill

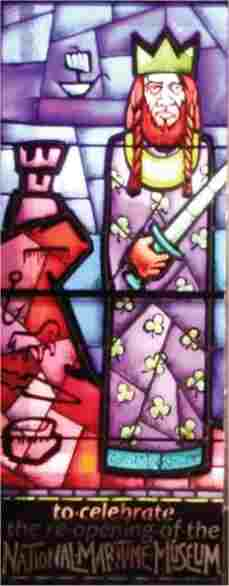
Ard Rí Lóegaire en una vidriera emplomada del National Maritime Museum

Lóegaire o  Lóeguire mac Néill (fl. siglo V- ), fue uno de los Grandes Reyes de Irlanda del siglo V, fallecido en torno al 463 d. C.. Se dice que fue hijo de Niall de los nueve rehenes. Los anales de Irlanda y las listas de reyes le incluyen como rey de Tara o Gran rey de Irlanda. Aparece como adversario de San Patricio en varias hagiografías. Hay varias leyendas de su muerte, todos ellas contienen elementos sobrenaturales y algunas se enmarcan en sus guerras contra Leinster.
 
El Rey Laoghaire es famoso por haber permitido a San Patricio viajar y predicar el cristianismo en Irlanda. Aunque según cuenta la Historia, "los piratas irlandeses raptaron a San Patricio...".

## Hijos de Niall
Los anales irlandeses pretenden registrar los acontecimientos en el siglo quinto, pero su fiabilidad es dudosa, ya que las primeras entradas se añadieron en el siglo IX o posteriormente. La cronología de los anales es particularmente sospechosa ya que se cree que ha sido creada a posteriori con el fin de hacerla coincidir con las fechas de los reyes nombrados por los primeros hagiógrafos de San Patricio, Muirchú moccu Mactheni y Tírechán. Ambos escritores hacen llegar a Patricio a Irlanda durante el reinado de Lóegaire y narran su encuentro. Como los anales aportan dos fechas de fallecimiento de Patricio, el 461 y el 493, el reinado de Lóegaire se hace encajar con éstas, generalmente con la más temprana. Para la fecha posterior, se hace desempeñar a Lugaid, hijo de Lóegaire, el mismo rol de adversario.
A finales de la prehistoria, a partir del siglo V, los antepasados de los Uí Néill - descendientes de Niall de los Nueve Rehenes - se expandieron por la región central este de Irlanda, Ulster sur y norte de Leinster, en detrimento de los señores anteriores. El registro de las crónicas de Irlanda, tal vez poco fiable en una fecha tan temprana, registra la guerra entre los descendientes de Niall y los pobladores de Leinster. Aunque más tarde asociado con las conquistas de los Midlands del este, la biografía de Patricio de Tírechán puede sugerir que el poder de Lóegaire estaba centrado en Connacht. Se dice que Patricio se encontró con las hijas de Lóegaire en la zona de Cruachan, un complejo de yacimientos prehistóricos asociados con el reinado de Connacht en la leyenda y la historia.
De acuerdo con las listas de los reyes, la primera de las cuales está fechada durante el reinado de Fínsnechta Fledach (m. 697), Niall fue sucedido por Lóegaire, que a su vez fue seguido por un segundo hijo de Niall, Coirpre. A su vez Coirpre fue sucedido por Ailill Molt, uno de los pocos reyes que no descendían de Niall, y Ailill por Lugaid hijo de Lóegaire. Listas posteriores colocan a Nath I rey entre Niall y Lóegaire y también omiten a Coirpre. Teniendo en cuenta los muchos problemas con el registro, la datación del apogeo de Lóegaire es impreciso, las estimaciones de colocarlo en la segunda mitad del siglo quinto, alrededor del 450 y tal vez finales de la década de 480.

## San Patricio
En la biografía de San Patricio escrita por Muirchú moccu Mactheni en el siglo VII, Lóegaire es descrito como "un gran rey, feroz y pagano, emperador de los bárbaros". Después de varios intentos de matar a Patricio por parte de Lóegaire y otros, el santo advierte a Lóegaire de que debe aceptar la fe o morir. Habiendo tomado el consejo de su pueblo, el rey se somete y es bautizado.
La otra biografía temprana de Patrick, por Tírechán, muestra a un Lóegaire pagano a pesar de los milagros de Patricio. Lóegaire dice que su padre Niall no le habría permitido convertirse. "En lugar de eso voy a ser enterrado en el movimiento de tierras de Tara, yo, el hijo de Niall, cara a cara con el hijo de Dúnlaing en Mullaghmast". Tírechán, sin embargo, permite que Patricio convierta a dos de las hijas de Lóegaire, Eithne la rubia y Fedelm la roja.
La posterior  Vita tripartita Sancti Patricii (Vida tripartita de San Patricio) de nuevo retrata a Lóegaire maquinando para matar a Patricio. La lorica  de San Patricio aparece en la Vita tripartita, y protege a San Patricio en uno de los intentos de Lóegaire. En este relato Lóegaire no es convertido por Patricio, y es enterrado en las paredes de Tara como su padre, Niall había deseado. El manuscrito de Lebor na hUidre proporciona una narración adicional de la conversión y muerte de Lóegaire.

## Bóroma Laigen
El Bóroma o Bóroma Laigen —tributo sobre el ganado de Leinster— es el núcleo de algunas de las narraciones del idioma irlandés medio. Sus supuestos orígenes son descritos en Tuathal Techtmar 7 Ríge na hÉrenn, parte de una continuación del libro de las invasiones irlandesas (Lebor Gabála Érenn), y en el libro de las historias de los ancianos (Acallam na Senórach). Se desarrollan en el pasado prehistórico, en el tiempo de Túathal Techtmar, que impuso el tributo de 5000 reses, en otras fuentes 15000, a los reyes de Leinster, como pago de honor por la muerte de sus hijas. En los primeros códigos legales de Irlanda este tributo se conoce como éraic. Los reyes legendarios posteriores a Tuathal intentaron cobrar el tributo hasta Cairbre Lifechair, que fue derrotado por Fionn Mac Cumhaill y los Fianna.
El intento de Lóegaire por imponer el cobro del Bóroma, según las narraciones antiguas, fue un fracaso. Su invasión fue rechazada por Crimthann mac Énnai, ancestro de las dinastía de los Uí Cheinnselaig, asentados junto al río Barrow. Lóegaire fue capturado y se le hizo jurar que nunca regresaría para invadir Leinster. Juró, por el sol y la luna, la tierra y el mar, el día y la noche y por el agua y el aire. Un relato de su muerte dice que rompió el juramento. Es probable que la asociación con Uí Cheinnselaig sea un añadido posterior, otras fuentes dicen que el rey de Leister, que gobernó en Naas en tiempos de Patricio perteneció a la familia de Uí Garrchon, parte del Dál Messin Corb.

## Muerte
Hay varios relatos de la muerte de Lóegaire. El Bóroma le hace romper su juramento de no volver a invadir Leinster. Cuando llega a la llanura del río Liffey, cerca de Kildare, las fuerzas de la naturaleza sobre las que juró no regresar le matan: el viento deja sus pulmones, el sol le quema, la tierra le sepulta. Otro relato cuenta la existencia de la profecía de los druidas de Lóegaire, según la cual iba a morir entre Ériu (Irlanda) y Alba (Escocia). Para evitar esto, Lóegaire nunca iba al mar. Esta versión dice que murió entre dos colinas en la llanura Liffey, colinas que se llamaban Ére y Alba. Por último, se dice que Lóegaire fue maldecido por Patricio y murió por ello.